# Műkorcsolya-csapatverseny a 2024. évi téli ifjúsági olimpiai játékokon
A 2024. évi téli ifjúsági olimpiai játékokon a műkorcsolya-csapatversenyt február 1-jén rendezték a Gangneung Ice Arenában.
A csapatverseny aranyérmese, a hatnapos versenysorozat zárónapján, egy ponttal megelőzve az Egyesült Államokat, a házigazda Dél-Korea lett, Kanada pedig megszerezte a bronzérmet.

## Versenynaptár
A versenyszámok eseményei helyi idő szerint (UTC+09:00), zárójelben magyar idő szerint (UTC+01:00) olvashatóak:
| Dátum                       | Időpont                   | Forduló     |
| --------------------------- | ------------------------- | ----------- |
| 2024. február 1., csütörtök | 11:30-12:12 (03:30-04:12) | Jégtánc     |
| 2024. február 1., csütörtök | 12:35-12:55 (04:35-04:55) | Páros       |
| 2024. február 1., csütörtök | 13:15-13:57 (05:15-05:57) | Fiú egyéni  |
| 2024. február 1., csütörtök | 14:20-15:02 (06:20-07:02) | Lány egyéni |

## Résztvevők

### Résztvevők nemzetenként
| Részt vevő nemzetek fiú / lány megbontásban | Részt vevő nemzetek fiú / lány megbontásban | Részt vevő nemzetek fiú / lány megbontásban | Részt vevő nemzetek fiú / lány megbontásban | Részt vevő nemzetek fiú / lány megbontásban | Részt vevő nemzetek fiú / lány megbontásban | Részt vevő nemzetek fiú / lány megbontásban | Részt vevő nemzetek fiú / lány megbontásban | Részt vevő nemzetek fiú / lány megbontásban |
| ------------------------------------------- | ------------------------------------------- | ------------------------------------------- | ------------------------------------------- | ------------------------------------------- | ------------------------------------------- | ------------------------------------------- | ------------------------------------------- | ------------------------------------------- |
| Nemzet                                      | F                                           | L                                           | Nemzet                                      | F                                           | L                                           | Nemzet                                      | F                                           | L                                           |
| Egyesült Államok                            | 3                                           | 3                                           | Franciaország                               | 2                                           | 2                                           | Kína                                        | 2                                           | 2                                           |
| Dél-Korea                                   | 2                                           | 2                                           | Kanada                                      | 3                                           | 3                                           |                                             |                                             |                                             |

F = fiú, L = lány

### Résztvevők csapatonként
| Sor- rend | Nemzet                 | Fiú egyéni                    | Lány egyéni            | Páros                    | Jégtánc                                        |
| --------- | ---------------------- | ----------------------------- | ---------------------- | ------------------------ | ---------------------------------------------- |
| 1.        | Egyesült Államok (USA) | Jacob Sanchez                 | Sherry Zhang           | Cayla Smith Jared McPike | Olivia Ilin Dylan Cain                         |
| 2.        | Dél-Korea (KOR)        | Kim Hjungjon (Kim Hyun-gyeom) | Sin Csia (Shin Ji-a)   |                          | Kim Jin-ny I Namu (Lee Na-mu)                  |
| 3.        | Franciaország (FRA)    | Gianni Motilla                | Eve Dubecq             |                          | Ambre Perrier-Gianesini Samuel Blanc-Klaperman |
| 4.        | Kanada (CAN)           | David Li                      | Kaiya Ruiter           | Annika Behnke Kole Sauve | Audra Gans Michael Boutsan                     |
| 5.        | Kína (CHN)             | Tien Tung-ho (Tian Tonghe)    | Kao Si-csi (Gao Shiqi) |                          | Liu Tung (Liu Tong) Ko Csüan-suo (Ge Quanshuo) |

## Eredmény

### Összesítés
| Hely. | Nemzet                 | Versenyszámok | Versenyszámok | Versenyszámok | Versenyszámok | ÖP |
| Hely. | Nemzet                 | Fiú egyéni    | Lány egyéni   | Páros         | Jégtánc       | ÖP |
| ----- | ---------------------- | ------------- | ------------- | ------------- | ------------- | -- |
| Arany | Dél-Korea (KOR)        | 5             | 5             | –             | 3             | 13 |
| Ezüst | Egyesült Államok (USA) | 4             | 4             | [4]           | 4             | 12 |
| Bronz | Kanada (CAN)           | 2             | 2             | 5             | [1]           | 9  |
| 4.    | Kína (CHN)             | 3             | 3             | –             | 2             | 8  |
| 5.    | Franciaország (FRA)    | 1             | 1             | –             | 5             | 7  |

____
Magyarázat:
ÖP = Összpontszám

### Részeredmények

#### Fiú egyéni
| Hely. | Versenyző                     | Nemzet                 | R | A három általános komponens pontszáma | A három általános komponens pontszáma | A három általános komponens pontszáma | PP    | TP    | LV    | ÖP     | CSP |
| Hely. | Versenyző                     | Nemzet                 | R | KG                                    | EM                                    | KK                                    | PP    | TP    | LV    | ÖP     | CSP |
| ----- | ----------------------------- | ---------------------- | - | ------------------------------------- | ------------------------------------- | ------------------------------------- | ----- | ----- | ----- | ------ | --- |
| 1.    | Kim Hjungjon (Kim Hyun-gyeom) | Dél-Korea (KOR)        | 5 | 6,64                                  | 6,61                                  | 6,93                                  | 67,20 | 70,18 | -1,00 | 136,38 | 5   |
| 2.    | Jacob Sanchez                 | Egyesült Államok (USA) | 4 | 6,71                                  | 6,68                                  | 6,89                                  | 67,52 | 63,25 | -1,00 | 129,77 | 4   |
| 3.    | Tien Tung-ho (Tian Tonghe)    | Kína (CHN)             | 3 | 6,07                                  | 5,96                                  | 6,39                                  | 61,34 | 63,78 | 0,00  | 125,12 | 3   |
| 4.    | David Li                      | Kanada (CAN)           | 2 | 6,18                                  | 6,04                                  | 6,25                                  | 61,50 | 56,11 | -1,00 | 116,61 | 2   |
| 5.    | Gianni Motilla                | Franciaország (FRA)    | 1 | 5,14                                  | 4,75                                  | 5,25                                  | 50,42 | 44,68 | -1,00 | 94,10  | 1   |

____
Magyarázat:
• R = rajtszám • KG = koreográfia • EM = előadás/kivitelezés • KK = korcsolyázó képesség • PP = a program pontszám • TP = technikai pontszám • LV = pontlevonás • ÖP = Összpontszám • CSP = csapatpontszám

#### Lány egyéni
| Hely. | Versenyző              | Nemzet                 | R | A három általános komponens pontszáma | A három általános komponens pontszáma | A három általános komponens pontszáma | PP    | TP    | LV    | ÖP     | CSP |
| Hely. | Versenyző              | Nemzet                 | R | KG                                    | EM                                    | KK                                    | PP    | TP    | LV    | ÖP     | CSP |
| ----- | ---------------------- | ---------------------- | - | ------------------------------------- | ------------------------------------- | ------------------------------------- | ----- | ----- | ----- | ------ | --- |
| 1.    | Sin Csia (Shin Ji-a)   | Dél-Korea (KOR)        | 5 | 7,86                                  | 7,79                                  | 7,96                                  | 63,04 | 74,44 | 0,00  | 137,48 | 5   |
| 2.    | Sherry Zhang           | Egyesült Államok (USA) | 4 | 6,86                                  | 7,00                                  | 7,32                                  | 56,55 | 66,21 | 0,00  | 122,76 | 4   |
| 3.    | Kao Si-csi (Gao Shiqi) | Kína (CHN)             | 3 | 6,61                                  | 6,75                                  | 7,00                                  | 54,36 | 63,95 | 0,00  | 118,31 | 3   |
| 4.    | Kaiya Ruiter           | Kanada (CAN)           | 2 | 6,75                                  | 6,75                                  | 6,75                                  | 54,06 | 49,35 | 0,00  | 103,41 | 2   |
| 5.    | Eve Dubecq             | Franciaország (FRA)    | 1 | 5,21                                  | 5,18                                  | 5,46                                  | 42,32 | 46,38 | -1,00 | 87,70  | 1   |

____
Magyarázat:
• R = rajtszám • KG = koreográfia • EM = előadás/kivitelezés • KK = korcsolyázó képesség • PP = a program pontszám • TP = technikai pontszám • LV = pontlevonás • ÖP = Összpontszám • CSP = csapatpontszám

#### Páros
| Hely. | Versenyző                | Nemzet                 | R | A három általános komponens pontszáma | A három általános komponens pontszáma | A három általános komponens pontszáma | PP    | TP    | LV   | ÖP    | CSP |
| Hely. | Versenyző                | Nemzet                 | R | KG                                    | EM                                    | KK                                    | PP    | TP    | LV   | ÖP    | CSP |
| ----- | ------------------------ | ---------------------- | - | ------------------------------------- | ------------------------------------- | ------------------------------------- | ----- | ----- | ---- | ----- | --- |
| 1.    | Annika Behnke Kole Sauve | Kanada (CAN)           | 2 | 5,00                                  | 4,89                                  | 5,04                                  | 39,87 | 42,52 | 0,00 | 82,39 | 5   |
| 2.    | Cayla Smith Jared McPike | Egyesült Államok (USA) | 1 | 4,57                                  | 4,46                                  | 4,39                                  | 35,83 | 27,72 | 0,00 | 63,55 | 4   |

____
Magyarázat:
• R = rajtszám • KG = koreográfia • EM = előadás/kivitelezés • KK = korcsolyázó képesség • PP = a program pontszám • TP = technikai pontszám • LV = pontlevonás • ÖP = Összpontszám • CSP = csapatpontszám

#### Jégtánc
| Hely. | Versenyző                                      | Nemzet                 | R | A három általános komponens pontszáma | A három általános komponens pontszáma | A három általános komponens pontszáma | PP    | TP    | LV   | ÖP    | CSP |
| Hely. | Versenyző                                      | Nemzet                 | R | KG                                    | EM                                    | KK                                    | PP    | TP    | LV   | ÖP    | CSP |
| ----- | ---------------------------------------------- | ---------------------- | - | ------------------------------------- | ------------------------------------- | ------------------------------------- | ----- | ----- | ---- | ----- | --- |
| 1.    | Ambre Perrier-Gianesini Samuel Blanc-Klaperman | Franciaország (FRA)    | 5 | 7,32                                  | 7,29                                  | 7,25                                  | 43,72 | 53,97 | 0,00 | 97,69 | 5   |
| 2.    | Olivia Ilin Dylan Cain                         | Egyesült Államok (USA) | 4 | 6,64                                  | 6,57                                  | 6,36                                  | 39,14 | 49,49 | 0,00 | 88,63 | 4   |
| 3.    | Kim Jin-ny I Namu (Lee Na-mu)                  | Dél-Korea (KOR)        | 3 | 6,36                                  | 6,39                                  | 6,14                                  | 37,78 | 44,37 | 0,00 | 82,15 | 3   |
| 4.    | Liu Tung (Liu Tong) Ko Csüan-suo (Ge Quanshuo) | Kína (CHN)             | 1 | 5,82                                  | 5,82                                  | 5,89                                  | 35,06 | 45,36 | 0,00 | 80,42 | 2   |
| 5.    | Audra Gans Michael Boutsan                     | Kanada (CAN)           | 2 | 6,11                                  | 6,07                                  | 6,07                                  | 36,50 | 43,74 | 0,00 | 80,24 | 1   |

____
Magyarázat:
• R = rajtszám • KG = koreográfia • EM = előadás/kivitelezés • KK = korcsolyázó képesség • PP = a program pontszám • TP = technikai pontszám • LV = pontlevonás • ÖP = Összpontszám • CSP = csapatpontszám